# Burgenländische Volkszeitung
Die Burgenländische Volkszeitung (BVZ) ist eine österreichische Wochenzeitung für das Bundesland Burgenland, seit 2005 mit Sitz in Sankt Pölten. Sie erscheint, ebenso wie die im gleichen Verlag herausgegebenen Niederösterreichischen Nachrichten in mehreren Bezirksausgaben. Es gibt sieben verschiedene Ausgaben für die Bezirke Eisenstadt, Güssing, Jennersdorf, Mattersburg, Neusiedl am See, Oberpullendorf und Oberwart. Sie hat 131.000 Leser (Stand: Februar 2022).
Herausgeber ist der Pressverein des Bistums St. Pölten. Nach dem Ableben des Prälats Franz Schrittwieser folgte 2017 Gudula Walterskirchen als Obfrau des Pressvereins und damit als Herausgeberin nach. Mit 12. Oktober 2021 übernahmen Sonja Planitzer und Herbert Binder die Herausgeberschaft.